# 冯至
冯至（1905年9月17日—1993年2月22日），原名冯承植，字君培，直隶涿州人，中国诗人、学者。

## 生平
1905年9月17日，馮至生於涿州西丁市，馮家原為天津盐商，盐引在直隶涿州市，八国联军侵华後避难于涿州，父親馮文澍沒有參加家中事務而是在外做文牘工作。五歲發蒙，1912年，就讀於私立養正學堂。1913年2月，入讀涿縣高小，6月，母親去世。
1916年，十二歲的馮至考入京師公立第四中學。1920年，和同學創辦雜誌，畢業後投考入農專，但未入學。1921年，考入北京大学预科，受教於張定璜。1922年，經盧伯展介紹認識顧隨，隔年加入淺草社，結識陳煒謨、林如稷、陳翔鶴還有郁達夫。秋，升入北京大学德文系本科。1925年和杨晦、陈翔鹤、陈炜谟等成立沉钟社，辦《沉钟》周刊。叔叔馮文潛回國，受到他很多影響。1927年夏，毕业后到哈尔滨一中任國文教師。1928年夏，返回北京，在孔德學校任教，兼任北大德文系助教。1929年，考取河北教育廳官費留學。
1930年9月12日，與吳宓、陶燠民、王慶昌同行留学德国，就讀於海德堡大学，結識徐梵澄。1932年，轉入柏林大學研究歌德，結識了朱自清。1933年，回到海德堡，研究方向從里爾克改為諾瓦利斯。1935年6月，博士畢業後回國，任北平中德學會幹事。
1936年7月，赴上海任教同济大学，兼附設高中主任。8月，參加戴望舒所辦《新詩》月刊，任編委。1937年，戰爭爆發，隨校內遷浙江金華，後至江西南昌還有贛縣、昆明。1939年，轉任西南联合大学外文系，與李廣田、卞之琳、楊振聲、羅常培、聞一多等人多有交往。1946年5月，轉往重慶，和老友杨晦見面，又結識沙汀、何其芳等人。李公朴、聞一多事件時他也聯名抗議。7月，復員後任至北京大学西语系任教。1949年，繼續在西語系任教，當選全國文聯委員和中國作家協會理事。1950年，訪問匈牙利、捷克斯洛伐克和民主德國。1951年，又隨沈鈞儒赴民主德國參會、訪問。12月，到江西進賢參加土改。1952年，院系調整後繼續擔任西語系主任。12月，隨郭沫若到維也納參會。1954年，又到民主德國和羅馬尼亞訪問。9月，當選第一屆全國人大代表。1956年6月，加入中國共產黨，到各地參觀訪問。1960年9月，到十三陵參加勞動。1961年，負責高校教材編選。1964年9月，调任中国社会科学院外国文学研究所所长，到任不久前往安徽壽縣參加四清運動。1965年9月，到緬甸訪問。1966年，遭到批判。1970年7月，到河南息縣五七幹校勞動，隔年遷至河南明港。
1972年，返京，之後又多次訪問歐洲諸國。1979年10月，當選作協副主席。1992年9月，病重，住進協和醫院。1993年2月22日，去世。

## 主要作品
- 《蠶馬》（1925）
- 《蛇》（1926）
- 《昨日之歌》（1927）
- 《北游及其他》（1929）
- 《十四行集》（1942）
- 散文集《东欧杂记》（1951）
- 传记《杜甫传》(1952)
- 译作集《海涅诗选》（1956）
- 诗集《西郊集》(1958)
- 诗集《十年诗抄》(1959)
- 论文集《诗与遗产》(1963)
- 译海因里希·海涅长诗《德国，一个冬天的童话》(1978)

## 评价
瑞典汉学家、诺贝尔文学奖终审评委马悦然评点冯至说：“我喜欢冯至的十四行诗，那个时候很多人反对他那样的写作，用借来的意大利或者英国的格律就不合适。但是我觉得他写得好，真的朦胧诗，朦胧得要命。”
馮至從上世紀20年代起，就積極投身新文化運動，是「五四新文學運動」的直接參與者，並成就斐然，被魯迅讚譽為“中國最傑出的抒情詩人”。他也是中國文學研究家，他的《杜甫傳》在毛澤東讀完後，讚譽他寫的《杜甫傳》是“為中國人民做了一件好事”。因馮至早年留學德國，也是德國文學專家，歌德研究專家，曾獲得代表聯邦德國最高榮譽的大十字勳章、歌德獎章等殊榮。
馮至更是一位名副其實的老師，大半生都在學校度過，他留德前曾任中學教師多年，留學返國後被聘為同濟大學教授，後任西南聯大教授，抗爭勝利後任老北大教授，1952年全國大學院系調整後留教北大，一直到1964年調往社科院外國文學研究所任所長，同時仍兼北大西語系主任。他教過的學生無數，如今許多德國文學研究、翻譯隊伍中較有成績者，許多都是他的學生，如韓耀成、張玉書、趙鑫珊、楊武能等等。

## 影响
1980年4月7日，就译林杂志刊登《尼罗河上的惨案》和浙江出版《飘》的问题，向中央主管意识形态工作的胡乔木写了一封批评长信，引起了一阵风波。后与相关人员和解。